# Chaetopteryx gessneri
Chaetopteryx gessneri là một loài Trichoptera trong họ Limnephilidae. Chúng phân bố ở miền Cổ bắc.